# 野木瓜擬白輪盾介殼蟲
野木瓜擬白輪盾介殼蟲（学名：Pseudaulacaspis sasakawai）为盾介殼蟲科擬白輪盾介殼蟲屬下的一个种。